# كورت أرمبراستر
كورت أرمبراستر هو لاعب كرة قدم سويسري، ولد في 16 سبتمبر 1934 في زيورخ في سويسرا، وتوفي في 14 مارس 2019. شارك مع منتخب سويسرا لكرة القدم. أما مع النوادي، فقد لعب مع نادي غراسهوبر زيوريخ ونادي لوزان.

## وصلات خارجية
- كورت أرمبراستر على موقع قاعدة بيانات كرة القدم.إي يو (الإنجليزية)
- كورت أرمبراستر على موقع ناشيونال فوتبول تيمز (الإنجليزية)
- كورت أرمبراستر على موقع عالم كرة القدم.نت (الإنجليزية)